# Tom Hendriks
Tom Hendriks (Heerlen, 14 mei 2002) is een Nederlands voetballer die als doelman speelt. Hij verruilde in 2024 Fortuna Sittard voor Helmond Sport.

## Clubcarrière
Hendriks begon met voetballen bij VV De Leeuw uit Brunssum, waarna hij werd opgenomen in de jeugdopleiding van Fortuna Sittard. Op 22 december 2018, tegen FC Groningen (0-0), zat hij voor het eerst op de bank, achter keeper Alexei Koșelev. In juli 2021 kreeg hij zijn eerste contract aangeboden. Zijn debuut liet lang op zich wachten, maar in zijn laatste wedstrijd voor de club, op 19 mei 2024, mocht Hendriks debuteren onder de lat tegen Heracles Almelo (0-0).
Na zijn debuut vertrok hij naar Helmond Sport. Hier was hij tweede keeper achter Wouter van der Steen. Op 31 oktober 2024 stond hij onder de lat voor de wedstrijd in de KNVB Beker tegen Telstar. Deze ging met 3-0 verloren. Door een blessure van Van der Steen maakte Hendriks ook zijn debuut in de Eerste divisie op 22 november, tegen FC Eindhoven (3-4).

## Statistieken
| Seizoen | Club            | Competitie     | Competitie | Competitie | Beker | Beker | Overig | Overig | Totaal | Totaal |
| Seizoen | Club            | Competitie     | Wed.       | Dlp.       | Wed.  | Dlp.  | Dlp.   | Dlp.   | Wed.   | Dlp.   |
| ------- | --------------- | -------------- | ---------- | ---------- | ----- | ----- | ------ | ------ | ------ | ------ |
| 2018/19 | Fortuna Sittard | Eredivisie     | 0          | 0          | 0     | 0     | 0      | 0      | 0      | 0      |
| 2019/20 | Fortuna Sittard | Eredivisie     | 0          | 0          | 0     | 0     | 0      | 0      | 0      | 0      |
| 2020/21 | Fortuna Sittard | Eredivisie     | 0          | 0          | 0     | 0     | 0      | 0      | 0      | 0      |
| 2021/22 | Fortuna Sittard | Eredivisie     | 0          | 0          | 0     | 0     | 0      | 0      | 0      | 0      |
| 2022/23 | Fortuna Sittard | Eredivisie     | 0          | 0          | 0     | 0     | 0      | 0      | 0      | 0      |
| 2023/24 | Fortuna Sittard | Eredivisie     | 1          | 0          | 0     | 0     | 0      | 0      | 1      | 0      |
| 2024/25 | Helmond Sport   | Eerste divisie | 3          | 0          | 1     | 0     | 0      | 0      | 4      | 0      |
| Totaal  | Totaal          | Totaal         | 4          | 0          | 1     | 0     | 0      | 0      | 5      | 0      |

Bijgewerkt op 16 april 2025.